# Mantidae
Mantidae é a maior família da ordem dos Mantodea, comumente conhecidos como louva-a-deus, chamados assim pela disposição de suas patas dianteiras, que lembram a posição de oração (a palavra mantis em grego significa profeta). Existem aproximadamente 2340 espécies no mundo, a maioria nas regiões tropicais e subtropicais.
Muitas espécies se encontram na América do Norte, sendo três delas muito comuns: as europeias, Mantis religiosa, as chinesas, Tenodera aridifolia sinensis, e as de Carolina, Stagmomantis carolina. Dentre estas, apenas a última é nativa do continente (as espécies europeias e chinesas foram introduzidas nos jardins em 1900 como predadores para o controle de pragas).
Na Europa há 37 espécies, entre elas se destacam Mantis religiosa, Iris oratoria e Empusa pennata.

## Subfamílias
| - Amelinae - Amelini - Angelinae - Angelini - Antemninae - Antemnini - Choeradodinae - Choeradodini - Chroicopterinae - Chroicopterini - Choeradodinae - Deroplatinae - Deroplatyini | - Dystactinae - Dystactini - Mantinae - Archimantini - Mantini - Paramantini - Polyspilotini - Mellierinae - Mellierini - Miomantinae - Miomantini - Rivetinini | - Orthoderinae - Oxyothespinae - Oxyothespini - Paraseveriniini - Photinainae - Coptopterygini - Photinaini - Phyllotheliinae - Phyllotheliini | - Schizocephalinae - Stagmatopterinae - Stagmatopterini - Stagmomantinae - Vatinae - Danuriini - Heterochaetini - Vatini |